# Athies-sous-Laon
Athies-sous-Laon é uma comuna francesa na região administrativa de Altos da França, no departamento Aisne. Estende-se por uma área de 15,44 km². Em 2010 a comuna tinha 2 665 habitantes (densidade: 172,6 hab./km²).